# Drop It Like It's Hot
Singles de Snoop Dogg
Beautiful Let's Get Blown
(2005)
Drop It Like It's Hot est une chanson du rappeur américain Snoop Dogg en duo avec Pharrell Williams, sortie en single en 2004. C'est le premier extrait de l'album R and G (Rhythm and Gangsta): The Masterpiece, sorti la même année. Produit par The Neptunes, le titre contient un sample de White Horse de Laid Back.
La production marque par son utilisation de clics de langue. Le single s'est classé numéro 1 au Billboard Hot 100 pendant trois semaines à partir du 11 décembre 2004. C'est le premier titre de Snoop Dogg à atteindre cette place. Il décroche également son premier numéro 1 au Hot R&B/Hip-Hop Songs. Lors des MTV Australia Video Music Awards 2006, le titre remporte le prix de la meilleure vidéo hip hop et meilleure vidéo aux MOBO Awards 2005. Au Grammy Awards de 2005, la chanson est nommée dans la catégorie Best Rap Song and Best Rap Performance by a Duo or Group. Cette musique est notamment populaire pour une danse de Snoop Dogg durant le clip qui est devenu un Mème Internet MLG, l'animation de Snoop Dogg étant utilisé dans les vidéos MLG.

## Clip
Le clip, en noir et blanc, est réalisé par Paul Hunter.

## Histoire
- Si vous ne connaissez pas le sujet, laissez ce bandeau (vous pouvez alors contacter les auteurs).
- Si vous supprimez le contenu mis en cause (vous pouvez préalablement contacter les auteurs),

argumentez précisément cette suppression dans la page de discussion
(un manque de référence n'est pas un argument ; une recherche réelle de référence doit avoir été effectuée, être formellement documentée).
Le premier exemple connu de l'expression « drop it like it's hot » est sur la chanson Ain't No Crime qui figure sur l'album The Skills Dat Pay Da Bills de Positive K. L'existence de l'expression dans la culture populaire moderne vient de son utilisation par Lil Wayne en featuring sur le titre Back That Azz Up Juvenile en 1999. Lil Wayne a également une chanson appelée Drop It Like It's Hot sur son album Tha Block Is Hot. Jay-Z dit « drop it like it's hot » dans sa chanson Cashmere Thoughts sur son album Reasonable Doubt (1996).
Depuis 1999, et particulièrement après le succès du single du Snoop Dogg, elle est devenue une expression commune parmi des adolescents et jeunes adultes. À l’extérieur du hip-hop, c'était également le titre d'une chanson du groupe de rock indépendant Minus the Bear sur leur EP de 2002, Bands Like It When You Yell "Yar!" at Them.

## Remixes
- Le producteur et DJ Roni Size a interprété un remix de la chanson avec Dynamite MC sur Live Lounge du BBC Radio 1 le 10 janvier 2005.

- Le producteur du Glitch-hop  Edit a également créé un non officiel, et non distribué remix, qui peut être trouvé sur divers mixtapes[2].

- MADtv a fait une parodie de la vidéo musicale du "Drop It Like It's Hot" appelé "Smokin' Too Much Pot." (Fumant trop du cannabis) Cependant, les parties de la vraie chanson contiennent également des références au cannabis (désignés sous le nom d'herbe).

- L'émission Saturday Night Live avec Justin Timberlake ont fait une courte parodie de la chanson, chantant "if the soup's in the cup... sip it like it's hot."

- Jay-Z a fait un remix de la chanson attaquant R. Kelly parce que ce dernier l’avait poursuivi en justice. Cette version est apparue sur le CD du bonus du DVD Boss'n Up[3].

- Un remix de la chanson emploie un nouvel échantillon de la chanson Outstanding de The Gap Band. Le remix comporte E-40, Killer Mike, Warren G et Jadakiss.

- L'actrice australienne Weapon X & Ken Hell a exécuté une chanson de parodie et le clip vidéo, intitulé "Drive It Like It's Hot".

- Le comédien britannique Lenny Henry a exécuté une parodie raffinée de la chanson - accomplir une vidéo musicale imitant étroitement celle du Snoop Dogg - à la fin du deuxième épisode de sa série de comédie en 2005, he Lenny Henry Show.

- Weird Al Yankovic a inclus quelques lignes de la chanson dans "Polkarama!", un mélange de chansons populaires pour polka music sur Straight Outta Lynwood sorti en 2006.

- Une version de la chanson est apparue sur le site web YTMND  dans l'automne 2006, où la chanson de Gourmet Race de Kirby Super Star a été reprise.

- Carlos Mencia a parodié les rappeurs qui ont été emprisonnés dans sa nouvelle vidéo du rap sur Mind of Mencia. Il a parodié "Drop It Like It's Hot", Ruff Ryders Anthem" du DMX et "Shake It Fast" du Mystikal.

- Le rappeur allemand du Aggro Berlinque, Harris a sorti deux remix "Wo Ist Mein Gras" and "Wo Ist Mein Gras/Drop It Like It's Hot". Wo Ist Mein Gras signifie "où est mon herbe ?"

- Lil Wayne a sorti un remix de la chanson. Il a réclamé que Snoop Dogg ait employé sa ligne mais n'était pas fou, disant dans la chanson, "I made it a hot line, you made it a hot song. Elle peut être prise comme référence à la chanson du Jay-Z "Takeover" où il attaque NAS dans lequel Jay-Z dit : "I sampled your voice, you was usin' it wrong, you made it a hot line, I made it a hot song"

- Un remix de cette chanson avec un refrain différent et un vers du Snoop Dogg, avec Jay-Z dans un vers.

- En 2007, le groupe allemand de country rock The BossHoss a fait une reprise de la chanson sur son album Stallion Battalion.

## Sources
- (en) Cet article est partiellement ou en totalité issu de l’article de Wikipédia en anglais intitulé « Drop It Like It's Hot » (voir la liste des auteurs).